# 1375 год
1375 (ты́сяча три́ста се́мьдесят пя́тый) год  по юлианскому календарю — невисокосный год, начинающийся в понедельник. Это 1375 год нашей эры, 5‑й год 8‑го десятилетия XIV века 2‑го тысячелетия, 6‑й год 1370‑х годов. Он закончился 650 лет назад.
| Пн | Вт | Ср | Чт | Пт | Сб | Вс |
| 1  | 2  | 3  | 4  | 5  | 6  | 7  |
| 8  | 9  | 10 | 11 | 12 | 13 | 14 |
| 15 | 16 | 17 | 18 | 19 | 20 | 21 |
| 22 | 23 | 24 | 25 | 26 | 27 | 28 |
| 29 | 30 | 31 |    |    |    |    |

| Пн | Вт | Ср | Чт | Пт | Сб | Вс |
|    |    |    | 1  | 2  | 3  | 4  |
| 5  | 6  | 7  | 8  | 9  | 10 | 11 |
| 12 | 13 | 14 | 15 | 16 | 17 | 18 |
| 19 | 20 | 21 | 22 | 23 | 24 | 25 |
| 26 | 27 | 28 |    |    |    |    |

| Пн | Вт | Ср | Чт | Пт | Сб | Вс |
|    |    |    | 1  | 2  | 3  | 4  |
| 5  | 6  | 7  | 8  | 9  | 10 | 11 |
| 12 | 13 | 14 | 15 | 16 | 17 | 18 |
| 19 | 20 | 21 | 22 | 23 | 24 | 25 |
| 26 | 27 | 28 | 29 | 30 | 31 |    |

| Пн | Вт | Ср | Чт | Пт | Сб | Вс |
|    |    |    |    |    |    | 1  |
| 2  | 3  | 4  | 5  | 6  | 7  | 8  |
| 9  | 10 | 11 | 12 | 13 | 14 | 15 |
| 16 | 17 | 18 | 19 | 20 | 21 | 22 |
| 23 | 24 | 25 | 26 | 27 | 28 | 29 |
| 30 |    |    |    |    |    |    |

| Пн | Вт | Ср | Чт | Пт | Сб | Вс |
|    | 1  | 2  | 3  | 4  | 5  | 6  |
| 7  | 8  | 9  | 10 | 11 | 12 | 13 |
| 14 | 15 | 16 | 17 | 18 | 19 | 20 |
| 21 | 22 | 23 | 24 | 25 | 26 | 27 |
| 28 | 29 | 30 | 31 |    |    |    |

| Пн | Вт | Ср | Чт | Пт | Сб | Вс |
|    |    |    |    | 1  | 2  | 3  |
| 4  | 5  | 6  | 7  | 8  | 9  | 10 |
| 11 | 12 | 13 | 14 | 15 | 16 | 17 |
| 18 | 19 | 20 | 21 | 22 | 23 | 24 |
| 25 | 26 | 27 | 28 | 29 | 30 |    |

| Пн | Вт | Ср | Чт | Пт | Сб | Вс |
|    |    |    |    |    |    | 1  |
| 2  | 3  | 4  | 5  | 6  | 7  | 8  |
| 9  | 10 | 11 | 12 | 13 | 14 | 15 |
| 16 | 17 | 18 | 19 | 20 | 21 | 22 |
| 23 | 24 | 25 | 26 | 27 | 28 | 29 |
| 30 | 31 |    |    |    |    |    |

| Пн | Вт | Ср | Чт | Пт | Сб | Вс |
|    |    | 1  | 2  | 3  | 4  | 5  |
| 6  | 7  | 8  | 9  | 10 | 11 | 12 |
| 13 | 14 | 15 | 16 | 17 | 18 | 19 |
| 20 | 21 | 22 | 23 | 24 | 25 | 26 |
| 27 | 28 | 29 | 30 | 31 |    |    |

| Пн | Вт | Ср | Чт | Пт | Сб | Вс |
|    |    |    |    |    | 1  | 2  |
| 3  | 4  | 5  | 6  | 7  | 8  | 9  |
| 10 | 11 | 12 | 13 | 14 | 15 | 16 |
| 17 | 18 | 19 | 20 | 21 | 22 | 23 |
| 24 | 25 | 26 | 27 | 28 | 29 | 30 |

| Пн | Вт | Ср | Чт | Пт | Сб | Вс |
| 1  | 2  | 3  | 4  | 5  | 6  | 7  |
| 8  | 9  | 10 | 11 | 12 | 13 | 14 |
| 15 | 16 | 17 | 18 | 19 | 20 | 21 |
| 22 | 23 | 24 | 25 | 26 | 27 | 28 |
| 29 | 30 | 31 |    |    |    |    |

| Пн | Вт | Ср | Чт | Пт | Сб | Вс |
|    |    |    | 1  | 2  | 3  | 4  |
| 5  | 6  | 7  | 8  | 9  | 10 | 11 |
| 12 | 13 | 14 | 15 | 16 | 17 | 18 |
| 19 | 20 | 21 | 22 | 23 | 24 | 25 |
| 26 | 27 | 28 | 29 | 30 |    |    |

| Пн | Вт | Ср | Чт | Пт | Сб | Вс |
|    |    |    |    |    | 1  | 2  |
| 3  | 4  | 5  | 6  | 7  | 8  | 9  |
| 10 | 11 | 12 | 13 | 14 | 15 | 16 |
| 17 | 18 | 19 | 20 | 21 | 22 | 23 |
| 24 | 25 | 26 | 27 | 28 | 29 | 30 |
| 31 |    |    |    |    |    |    |

## События
- 1346—1375 — закончился Сербско-греческий церковный спор. Разногласия переросли в открытое противостояние из-за того, что константинопольский патриарх Каллист I осудил сербскую церковную иерархию, что стало причиной церковного раскола[1].
- 1350—1490 — Борьба <<трески>> и <<крючков>>. Серия внутренних военных конфликтов, в основном, вокруг титула графа Голландии[2].
- 1353—1420 — Сардинско-арагонская война (второй этап 1365-1388). Военный конфликт между юдикатом Арборея, союзником сардинской ветви семьи Дориа, и Генуей и Сардинским королевством, последнее из которых было частью Арагонской короны[3].
- 1356—1375 — закончилась война двух Педро. Рассматривается как часть Столетней войны[4].
- 1359—1380 — Великая замятня в Золотой Орде[5].
- 1369—1389 — Каролинская война. Второй этап Столетней войны (1337-1453)[6].
- 1370—1388 — война за люнебургское наследство. Военный конфликт, разгоревшийся в Северной Германии за престолонаследие в немецком княжестве Люнебург[7].
- 1371—1379 — Война за гелдернское наследство. Война за трон герцогства Гелдерн[8].
- 1373—1379 — гражданская война в Византии. Свои претензии на «имперский» престол выдвигали сразу четыре «императора», но все они, включая и законного Иоаннa V, были лишь пешками в геополитической борьбе между Венецией, Генуей и Османской империи[9].
- 1375—1378 — началась Война восьми святых. Военный конфликт между Папским государством во главе с папой Григорием XI и коалицией итальянских государств во главе с Флоренцией[10].
- Антипапское восстание в Перудже (Италия).
- Мамлюки захватили Киликийское армянское царство, взяли его столицу — горную крепость Сис, пленили царя Левона VI. Присоединение Киликии к Египту.
- Сражение у Гардики, где командующий византийской армии Мануил Кантакузин потерпел поражение, но несмотря на победу, отчасти из-за этой битвы неаполитанцы не смогли захватить византийские владения на Пелопоннесе[11].
- Землетрясением разрушен Фаросский маяк, одно из семи чудес света.

## Русь
Правление: 1363—1389 — Дмитрий Иванович Донской

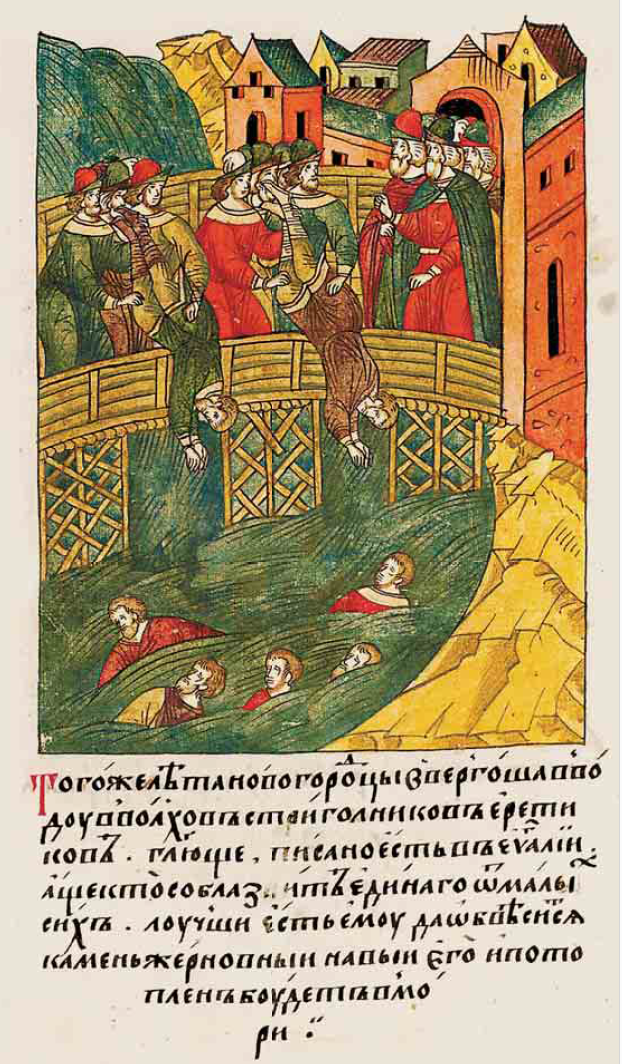
Казнь стригольников в Новгороде в 1375 году. Лицевой летописный свод

- Весна — карательная акция татар Мамаевой Орды за убийство в Нижнем Новгороде посла Сарай-аки и членов его свиты (ок. 1 тыс. чел.). Разорение нижегородских волостей Кишь и Запьянье. Гибель в Кише кормленщика великого князя Дмитрия Константиновича, боярина и воеводы — Парфения Фёдоровича[12].

- Март — состоялся представительный съезд русских князей, на котором окончательно выработана, начатая в ноябре 1374 года, общая позиция русских князей по отношению к хану Мамаю[13].
- Март — смоленская рать во главе с сыном  Святослава Ивановича ходила в поход на Ливонию на помощь литовскому князю  Кейстуту[14].
- 13 июля (по другим данным 14) — послы Михаила Александровича Тверского привозят из Орды в Тверь ярлык на великое владимирское княжение. Михаил тут же разрывает мирный договор заключенный с Донским в 1373 году и посылает своих наместников в Торжок и Углич[15].
- Середина года — наметился московско-смоленский союз. Великий смоленский князь Святослав Иванович участвует в походе на Тверь[14].
- 29 июля — с целью отказа Михаила Тверского от великого княжения, Дмитрий Донской выступает с войском из Москвы на Тверское княжество, соединившись с другими князьями у Волока[15].
- 1 августа — союзный войска Донского берут Микулин[15].
- 5 августа — союзные войска Донского подходят к Твери. Сюда же подходят и новгородцы, стремящиеся отомстить Михаилу за сожжение Торжка в 1372 году[15].
- Август — союзные войска Донского стоят под Тверью, опустошив тверские земли вокруг города. Михаил был вынужден просить мир[15].
- Август — 1500 новгородских ушкуйников (от древнерусского ушкуй — речное судно с вёслами) на 70 ладьях во главе с Прокопием, разбили войско костромичей, разграбили Кострому, Нижний Новгород и дошли до Астрахани и Орды (в том числе Сарая), где были разгромлены татарами на пиру ушуйников под Хаджи-Тарханом, захват их из военных трофеев[12].
- 1 сентября — Дмитрий Донской заключает мирный договор с Михаилом Александровичем, по которому тот навсегда отказывается от притязаний на великое княжение Владимирское и в Великом Новгороде, обязуется помогать против татар и ВКЛ, открыть свободный пропуск новгородских товаров по своей земле и признаёт себя "молодшим братом" Донского. Эти условия Михаил должен был соблюдать до самой своей смерти[15].
- Подписана докончальная грамота между Дмитрием Ивановичем Донским и Михаилом Александровичем Тверским — основными конкурентами за господство и великое княжение Владимирское — в качестве третейского судьи по спорным делам указан князь Олег Рязанский[16].
- 3 сентября — союзные войска Донского распущены по домам[15].
- Осень — месть тёмника Мамая за участие войск Нижегородского-Суздальского и Городецкого княжеств под командованием Дмитрия Ивановича Донского в походе на Тверь. Разорение нижегородских волостей в Запьянье. Разгром в Запьянье "заставы" из Нижнего Новгорода и увод в полон его русского населения[12].
- Осень — Ольгерд, поддерживавший Михаила Тверского, в ответ Дмитрию Донскому, разоряет Смоленское княжество, однако вернуть его под сюзеренитет ВКЛ ему не удалось[14].
- До 6 декабря — месть тёмника Мамая за участие войск Новосильского княжества под командованием Дмитрия Донского в походе на Тверь. Разорение сельской округи Новосильского княжества и его столицы[12].
- Конец года — Ольгерд добился от Константинопольского патриарха Филофея Коккина постановление в Киев и Малую Русь митрополита Киприана, который после смерти приверженца московского князя митрополита Алексия, должен был объединить под свою власть всю Киевскую митрополию[17].
- Конец года — в состав Серпуховского княжества вошли Боровск (вскоре стал вторым по значению центром княжества после Серпухова) и Лужа[18].
- Зубцов вторично захвачен войсками Дмитрия Донского (см. 1368 год)[19].

## Начало правления
См. также: Список глав государств в 1375 году

## Наука

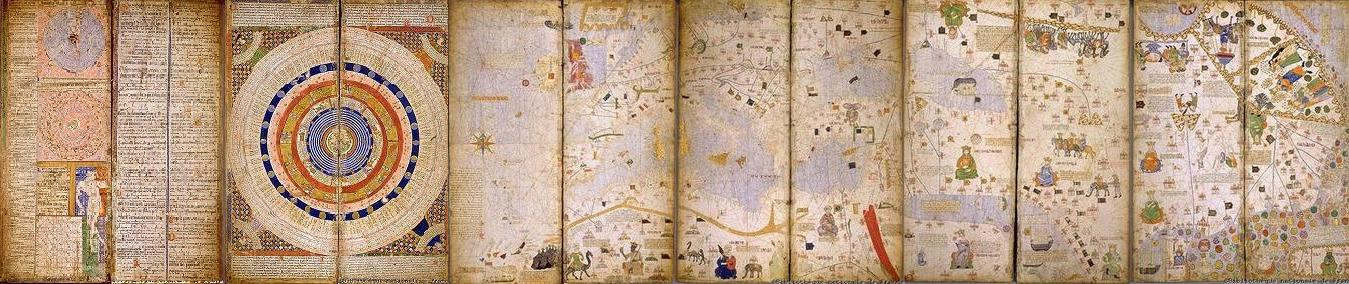
Каталонский атлас

- В Пальма де Майорка создан Каталонский атлас:

- Впервые упоминается Тюмень под названием Синги (Singui) на карте Каталонского атласа (см. 1406 год)[20],

## Родились
См. также: Категория:Родившиеся в 1375 году
- Жак Д’Арк — отец Жанны Д’Арк.

## Скончались
См. также: Категория:Умершие в 1375 году
- 20 июля — Авраамий Галичский, святой Русской Церкви, ученик Сергия Радонежского.
- 24 октября — Вальдемар IV Датский.
- 21 декабря — Джованни Боккаччо, писатель.